# Shuntaro Furukawa
Shuntaro Furukawa (古川俊太郎) (Tokio, 10 januari 1972) is een Japans zakenman en bestuursvoorzitter. Hij werd op 28 juni 2018 de zesde CEO van Nintendo en volgde daarbij Tatsumi Kimishima op.

## Carrière
Furukawa studeerde af aan de middelbare school in Kunitachi en later in 1994 aan de Waseda-universiteit. In datzelfde jaar ging hij werken als accountant bij Nintendo in Duitsland. Halverwege jaren 2010 kreeg hij functies in wereldwijde marketing en als directeur. Furukawa was betrokken bij de ontwikkeling van de Nintendo Switch. In april 2018 werd al bekendgemaakt dat hij Kimishima zou opvolgen als bestuursvoorzitter.